# Josef Kozeny
Josef Alexander Kozeny orthographié également Koženy, né le 25 février 1889 à Josefstadt en Bohême et mort le 19 avril 1967 à Vienne, est un hydraulicien et physicien autrichien, surtout connu pour la loi de Kozeny-Carman qui permet d'estimer la vitesse moyenne d'un fluide percolant à travers les pores d'un solide.

## Biographie
Kozeny effectue ses études à l'université allemande de Prague, pour laquelle il termine comme assistant en hydraulique urbaine, puis à l'Institut d'agronomie de Vienne.
D'abord affecté au Service Hydrographique de Prague, il travaille à la régulation de l'Elbe et aux projets de barrages dans la vallée de l'Alm. Après avoir combattu pendant la Grande Guerre, il obtient un emploi d'assistant en 1922 à l'Université de Tartu (Estonie), puis à l'Institut d'agronomie de Vienne,, il soutient sa deuxième habilitation en 1929, cette fois à l'Université technique de Vienne, où il enseigne désormais l'hydraulique urbaine et la mesure des débits,,, et n'obtient la chaire d'hydraulique qu'en janvier 1940,,. Démis formellement de sa chaire en 1945 comme adhérent du parti nazi, il est cependant autorisé à poursuivre l'enseignement de ses cours et est considéré comme dénazifié en 1948.
Élu à l'Académie autrichienne des sciences en 1958, il est nommé au rang de professeur émérite l'année suivante.
Le traité d'hydraulique de Kozeny, publié en 1953, fait partie des classiques du domaine dans le monde germanophone. On y trouve la loi empirique de filtration de Kozeny-Carman, que Kozeny a formulée dès 1927, et qui est précisée par Philip Carman.

## Publications
- (de) Die Wasserführung der Flüsse mit besonderer Berücksichtigung der turbulenten Strömung [« L'écoulement de l'eau dans les rivières avec une attention particulière pour l'écoulement turbulent »], Leipzig, Deuticke Verlag (de), 1920, 136 p., 26 cm (OCLC 1035200861, présentation en ligne).
- (de) Über kapillare Leitung des Wassers im Boden: Aufstieg, Versickerung u. Anwendung auf die Bewässerg [« Mouvement par conduction capillaire de l'eau dans le sol : Montée, suintement et application à l'irrigation »]  (Gedr. mit Unterstützg aus d. Jerome u. Margaret Stonborsugh-Fonds [« publié avec le soutien des fonds de Jérôme et Margaret Stonborsugh »]), Vienne, Hölder-Pichler-Tempsky (de), A.-G. [Abt.:] Akad. d. Wiss., 1927, 36 p., 21 cm (OCLC 72156231, présentation en ligne).
- (de) Hydraulik : Ihre Grundlagen und praktische Anwendung [« Hydraulique : leurs bases et leur application pratique »], Vienne, Springer Verlag, 1953, 588 p., 16 × 24 cm (ISBN 978-3-7091-7592-7, OCLC 1001508388, DNB 1019216042, DOI 10.1007/978-3-7091-7592-7, présentation en ligne, lire en ligne ).